# FEEL SO GOOD (SPYAIRの曲)
『FEEL SO GOOD』（フィール・ソー・グッド）は、Sony Music Associated RecordsからリリースされるSPYAIRの楽曲及び単独野外ライブ「Just Like This 2024」での会場限定販売シングルである。

## 概要
表題曲はSPYAIRの単独野外ライブ「Just Like This 2024」のテーマソングとして書き下ろされた。
カップリングにはYouTubeチャンネル「THE FIRST TAKE」より「現状ディストラクション」「オレンジ」の音源が収録される。。

## 収録曲
1. FEEL SO GOOD
  - 単独野外ライブ「Just Like This 2024」テーマソング
2. 現状ディストラクション - From THE FIRST TAKE
3. オレンジ - From THE FIRST TAKE
4. FEEL SO GOOD (Instrumental)